# Lamprini Tsakalou

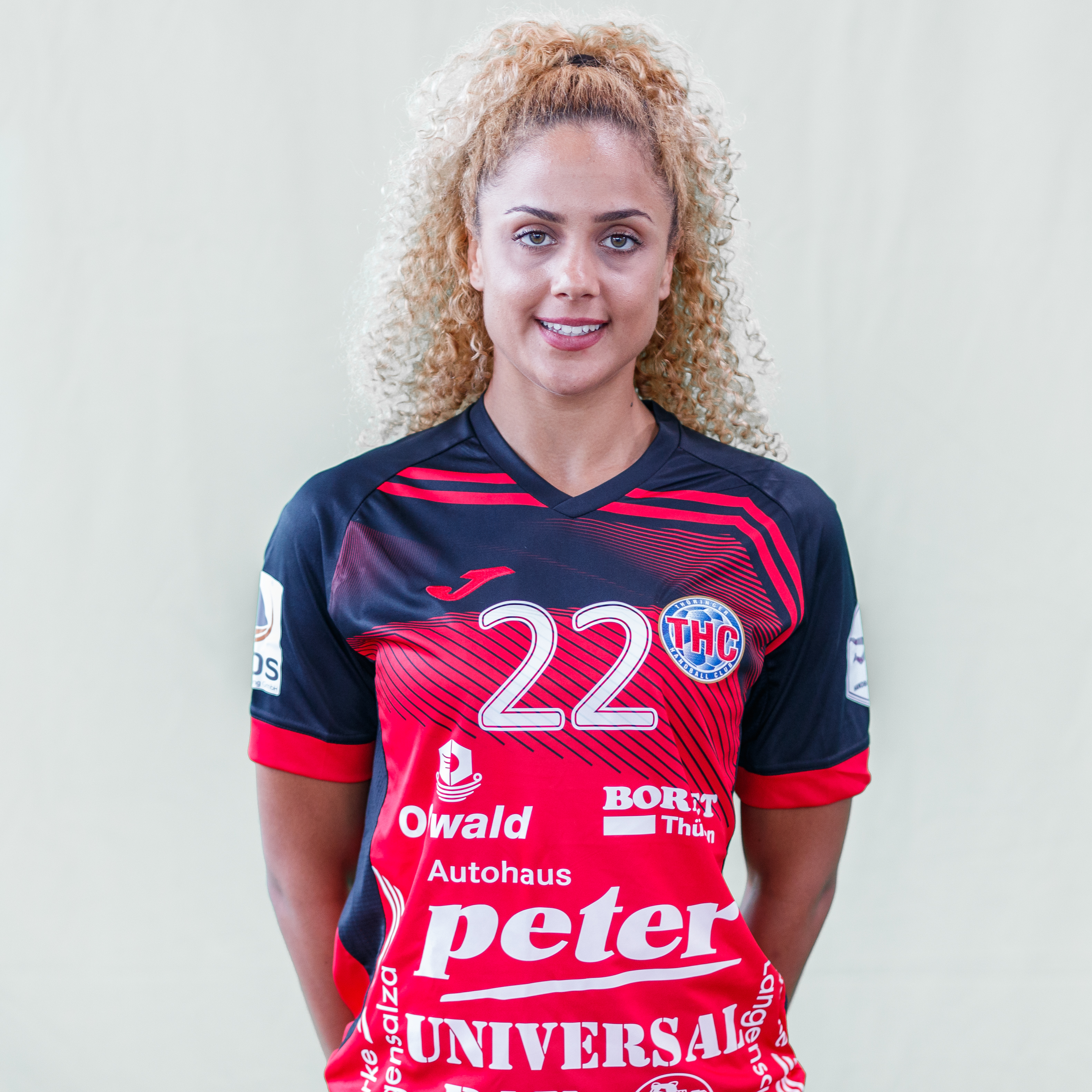
Tsakalou im Trikot des THC (2021)

Lamprini Tsakalou, auch: Labrina Tsakalou (griechisch Λαμπρινή Τσακάλου, geboren am 7. August 1993 in Arta) ist eine griechische Handballspielerin.

## Verein
Die 1,78 m große Rückraumspielerin begann ihre Karriere im Handball in Griechenland. Sie spielte bei den Vereinen GAS Anagennisi Artas (bis 2010) und O.F.N. Ionias (2010 bis 2017). Im Jahr 2017 wechselte sie nach Slowenien zu Rokometni Klub Krim. Ab 2019 stand sie in Kroatien bei ŽRK Podravka Koprivnica unter Vertrag. Zur Saison 2021/2022 wechselte sie nach Deutschland zum in der Bundesliga spielenden Thüringer HC.
Mit ihren Vereinen nahm sie auch an internationalen Wettbewerben teil. So spielte sie in der EHF Champions League mit Rokometni Klub Krim (2017/2018, 2018/2019) und ŽRK Podravka Koprivnica (2019/2020, 2020/2021). Auch im EHF-Pokal und im Europapokal der Pokalsieger stand sie auf dem Parkett.
Im April 2022 gab sie ihr Karriereende zum Ende der Saison 2021/22 aus gesundheitlichen Gründen bekannt. Seit der Saison 2024/25 läuft sie wieder für den griechischen Erstligisten O.F.N. Ionias auf.

## Nationalmannschaft
Lamprini Tsakalou gehörte zum Kader der griechischen Nationalmannschaft.
Mit der griechischen Beachhandball-Nationalmannschaft belegte sie Platz 11 bei der Europameisterschaft 2013.

## Erfolge
- Griechische Meisterschaft 2014, 2015, 2016, 2017
- Griechischer Pokal 2015, 2017
- Slowenische Meisterschaft 2018, 2019
- Slowenischer Pokal 2018, 2019
- Kroatische Meisterschaft 2021